# 27 septembre dans les chemins de fer
27 août 27 octobre
Chronologies thématiques
- Croisades
- Sports
- Disney

Cette page concerne les événements qui se sont déroulés un 27 septembre dans les chemins de fer.

## Événements

### XIXesiècle
- 1825 : au Royaume-Uni, inauguration de la ligne de la compagnie Stockton & Darlington Railway qui relie Stockton-on-Tees et Darlington, et dessert plusieurs houillères. Elle est destinée au transport du charbon. Lors de l'inauguration, une partie du trajet est assurée par une locomotive à vapeur, la Locomotion n° 1 de Stephenson, et le train comprend une voiture primitive pour voyageurs, destinée aux personnalités invitées.

### XXesiècle
- 1981 : en France, première mise en service commerciale de la LGV Sud-Est.
- 1984 : en France, inauguration de l'électrification sur Amiens-Rouen
- 1987 :
  - en Égypte, inauguration de la première ligne du métro du Caire (ligne de type RER, désignée « ligne rouge »).
  - en France, la ligne D du RER, exploitée par la SNCF, est prolongée de la gare souterraine de Paris-Nord à Châtelet.
- 1992 : en Allemagne et Suisse, le train à grande vitesse allemand ICE dessert les villes suisses de Bâle et Zurich.